# Liste over modtagere af tilskud fra innovationspuljen
Liste over modtagere af tilskud fra innovationspuljen er en oversigt over medier, som har modtaget enten etablerings- eller udviklingsstøtte fra Slots- og Kulturstyrelsens Innovationspulje.
Formålet Innovationspuljen er at "fremme et alsidigt og mangfoldigt udbud af nyheder af samfundsmæssig og kulturel karakter med henblik på styrkelse af det danske demokrati og den demokratiske debat i Danmark." Det er Medienævnet, som vurderer og træffer afgørelse om tilskud. Innovationspuljen indeholder årligt 20 millioner kr. Alle ansøgninger skal indeholde en vis selvfinansiering som svinger mellem 25-60% af det samlede budget.
Etableringsstøtte kan søges til en forundersøgelse eller etablering af et nyt, selvstændigt medie, mens udviklingsstøtte kan søges af eksisterende medier med henblik på udvikling eller omstilling af det redaktionelle indhold.

## Medienævnet
Medienævnet består af syv medlemmer, hvoraf fem inkl. formanden er udpeget af Kulturministeren. I Medienævnet for perioden 1. januar 2018 - 31. december 2021 sidder
- Professor, dr.jur. Thomas Riis (formand)
- Professor (MSO) Ida Willig
- Økonomidirektør Peter Nordgaard
- Direktør Trine Nielsen
- Lektor Anna B. Holm
- Direktør Linda Garlov (indstillet af Dansk Journalistforbund)
- Forstander og forlagschef Mathias Bruun (indstillet af Danske Medier)

## Tilskudsmodtagere

### Etableringsstøtte
| År   | Projekt                               | Virksomhed / Institution                            | Tilskudsbeløb i kr |
| ---- | ------------------------------------- | --------------------------------------------------- | ------------------ |
| 2018 | SuperDigital                          | Nicolai Franck                                      | 150.000            |
| 2018 | KulturMonitor                         | MonitorMedia ApS                                    | 1.400.000          |
| 2018 | LETTER                                | BaTea ApS                                           | 50.000             |
| 2018 | Relancering af Udenrigs               | Det Udenrigspolitiske Selskab                       | 200.000            |
| 2018 | Solidaritet.dk (Arbejdstitel)         | Solidaritet                                         | 1.335.000          |
| 2018 | Vestnyt                               | Vestjysk kommunikation ApS                          | 417.600            |
| 2018 | E-MIK                                 | TechZensor ApS                                      | 150.000            |
| 2018 | Scoop                                 | JP/POLITIKENS HUS A/S                               | 2.000.000          |
| 2018 | Clean Report                          | ScienceReport ApS                                   | 149.500            |
| 2018 | Danmarks Fonde                        | Danmarks Fonde IVS                                  | 2.382.897          |
| 2018 | Lun luft over Århus                   | Kontrabande ApS                                     | 150.000            |
| 2018 | Nyhedsmagasin om radikal ny teknologi | Gekko Medieproduktioner                             | 132.000            |
| 2018 | OXY                                   | COPENHAGEN BOMBAY RIGHTS 1 ApS                      | 240.000            |
| 2018 | Vores Brabrand                        | Nærlokale Medier Aarhus ApS                         | 230.000            |
| 2017 | Format                                | Medieselskabet af 2017 A/S                          | 818.289            |
| 2017 | NB-Økonomi                            | Ullum & Vind Media ApS                              | 1.396.566          |
| 2017 | Point of View International           | POV International – Point of View International I/S | 310.000            |
| 2017 | Rbot.dk                               | AUDIO MEDIA A/S                                     | 1.170.000          |
| 2017 | Bootstraps                            | KOMMUNIKATIONSFORUM A/S                             | 2.000.000          |
| 2017 | EU-nyt                                | Oplysningsforbundet Demokrati i Europa              | 300.000            |
| 2017 | Politiken Skoleliv                    | Politiken Nicher A/S                                | 3.000.000          |
| 2017 | Tværkulturelt medie                   | Marie Hedegaard Jørgensen                           | 150.000            |
| 2017 | Vores Brabrand                        | Peter From Jacobsen                                 | 150.000            |
| 2017 | Rundt om Bornholm                     | Bjelstrand Innovation & Udvikling IVS               | 90.000             |
| 2017 | Det Digitale Danmark (DDD)            | TO Media IVS                                        | 187.500            |
| 2017 | Danmarks Fonde                        | Danmarks Fonde IVS                                  | 213.634            |
| 2017 | SEIN- Et webmagasin for unge af unge  | HANSEN & PEDERSEN FILM & FJERNSYN ApS               | 360.000            |
| 2016 | COIN                                  | Lone Johnsen Advisor                                | 250.000            |
| 2016 | InsideBusiness                        | Inside Business IVS                                 | 720.000            |
| 2016 | Koncentrat                            | Thomas Møller Larsen                                | 2.958.750          |
| 2016 | Korrespondenterne                     | KORRESPONDENTERNE.DK (F.M.B.A)                      | 2.800.000          |
| 2016 | Papercut Issues                       | Papercut Issues IVS                                 | 96.400             |
| 2016 | Socialfremtid.dk                      | Københavns Projekthus                               | 363.462            |
| 2016 | Vildnis                               | Thea Reedtz Husted                                  | 100.000            |
| 2016 | Ny Netavis                            |                                                     | 221.000            |
| 2016 | Arkitektforum                         |                                                     | 120.000            |
| 2016 | Nyforskning.dk                        |                                                     | 1.900.000          |
| 2016 | YYX                                   |                                                     | 250.000            |
| 2016 | Goldberg                              |                                                     | 1.200.000          |
| 2016 | Havnefronten                          |                                                     | 1.338.146          |
| 2016 | InsideBusiness                        |                                                     | 500.000            |
| 2016 | Ryk Verden News                       |                                                     | 150.000            |
| 2016 | Qvark                                 |                                                     | 44.250             |
| 2015 | Bias                                  |                                                     | 2.000.000          |
| 2015 | Det Nye Zetland                       |                                                     | 4.000.000          |
| 2015 | Substans                              |                                                     | 200.000            |
| 2015 | My Daily Space                        |                                                     | 95.000             |
| 2015 | Tyskland Watch                        |                                                     | 99.443             |
| 2015 | Erhvervsfilosofi.dk                   |                                                     | 780.000            |
| 2015 | Føljeton                              |                                                     | 4.400.000          |
| 2015 | Korrespondenterne.dk                  |                                                     | 100.000            |
| 2015 | Silkeborg Nyt                         |                                                     | 492.800            |
| 2015 | 105.dk                                |                                                     | 54.000             |
| 2015 | 3 Minutter (arbejdstitel)             |                                                     | 204.255            |
| 2015 | Bias                                  |                                                     | 200.000            |
| 2015 | Det nye Zetland                       |                                                     | 350.000            |
| 2015 | GOLDBERG.NU                           |                                                     | 200.000            |
| 2015 | HavneFront                            |                                                     | 95.500             |
| 2015 | Minartikel.dk                         |                                                     | 200.000            |
| 2015 | Projekt ABC                           |                                                     | 200.000            |

### Udviklingsstøtte
| År   | Projekt                              | Virksomhed / Institution      | Tilskudsbeløb i kr. |
| ---- | ------------------------------------ | ----------------------------- | ------------------- |
| 2018 | Avisen Morgen                        | AVISEN.DK ApS                 | 3.000.000           |
| 2018 | Danwatch                             | Fonden Danwatch               | 1.719.000           |
| 2018 | Føljeton                             | Føljeton ApS                  | 172.600             |
| 2018 | Ingeniøren / Ing.dk                  | Mediehuset Ingeniøren A/S     | 3.450.000           |
| 2018 | Dagbladet Information                | A/S INFORMATION               | 2.038.812           |
| 2017 | Altinget                             | ApS ALTINGET.DK               | 2.960.000           |
| 2017 | Ingeniøren / Ing.dk                  | Mediehuset Ingeniøren A/S     | 2.363.170           |
| 2017 | Dagbladet Information                | A/S INFORMATION               | 120.000             |
| 2017 | Midtjyllands Avis                    | SILKEBORG AVIS A/S            | 374.722             |
| 2017 | Altinget                             | ApS ALTINGET.DK               | 199.329             |
| 2017 | Globalnyt                            | Foreningen Globalnyt          | 1.350.000           |
| 2017 | Mandag Morgen                        | Mandag Morgen ApS             | 2.880.736           |
| 2016 | Der Nordschleswiger                  | DAGBLADET DER NORDSCHLESWIGER | 2.000.000           |
| 2016 | SønderborgNyt                        | SØNDERBORG NYT IVS            | 40.000              |
| 2016 | Friktion                             |                               | 200.000             |
| 2016 | Danwatch.dk                          |                               | 1.380.000           |
| 2016 | Modkraft.dk                          |                               | 371.059             |
| 2016 | Samsø Posten                         |                               | 46.400              |
| 2015 | Brain Food                           |                               | 100.000             |
| 2015 | Information                          |                               | 1.500.000           |
| 2015 | Altinget                             |                               | 3.125.000           |
| 2015 | CSR                                  |                               | 654.600             |
| 2015 | DENFRI                               |                               | 200.000             |
| 2015 | Horsens Folkeblad/Horsens Exclusive  |                               | 88.600              |
| 2015 | Magasinet KBH                        |                               | 500.000             |
| 2015 | Vejle Amts Folkeblad/Vejle Exclusive |                               | 88.600              |